# Claude Payet
Pour les articles homonymes, voir Payet.
Claude Payet (1848-?) est un communard.

## Biographie

### Commune de Paris

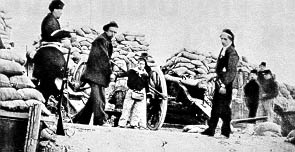
Une barricade lors de la Commune de Paris

Claude Payet nait le 15 septembre 1848 à Lyon, il a donc vingt-trois ans pendant la Commune ; il est célibataire. Il s'engage volontairement dans les francs-tireurs de Paris pendant la guerre. Le 5 avril 1871, il est incorporé dans la 3e compagnie de marche du 128e bataillon fédéré, il est alors élu sous-lieutenant. Le 10 avril 1871, il va à Issy, plus tard, il se rend à Levallois-Perret. Il rentre à Paris le 22 mai, où il est ouvrier-bijoutier et habite le 185 rue St-Maur (dixième arrondissement), aujourd'hui le 209. Blessé le 25 mai à la barricade de la rue Alibert (10e arrondissement), il se retire chez Mme Toumier, sa maîtresse, rue Oberkampf, où il est arrêté. Il déclare dans un interrogatoire s'être rendu dans plusieurs barricades, afin de surveiller la progression des troupes versaillaises, et préférer être tué dans la rue que chez lui.

### Condamnation
Le 4 novembre 1871 a lieu sa condamnation par le 14e conseil de guerre à la déportation simple et à la perte des droits civiques. Le 13 janvier 1875, sa peine est commuée en cinq ans de prison. Le 18 novembre 1875, elle est remise. 

## Postérité
Il est évoqué dans le documentaire de Ruth Zylberman, Les Enfants du 209 rue Saint-Maur, Paris Xe, diffusé sur Arte, en 2018. 